# Georg Zauner (Autor)
Georg Zauner (* 17. April 1920 in Göttingen; † 4. Oktober 1997) war ein deutscher Filmregisseur und Science-Fiction-Autor.

## Leben
Georg Zauner war hauptsächlich als Regisseur, Drehbuch- und Sachbuchautor tätig. Er drehte für das Fernsehen Werbespots, Dokumentationen, Kurz- und Lehrfilme. Für den Film Energie aus Materie erhielt er 1956 das Filmband Lola in Silber beim Deutschen Kurzfilmpreis.
Zauner begann relativ spät, phantastische Literatur zu schreiben und veröffentlichte 1980 mit Die Enkel der Raketenbauer einen aus zahlreichen Schnipseln verstreuter Information und Tagebucheinträgen zusammengesetzten Roman über ein postapokalyptisches Bayern, mit dem er auf Anhieb den Kurd-Laßwitz-Preis für den besten Roman des Jahres gewann. Sein zweites Science-Fiction-Buch behandelt ein ähnliches Thema, folgt aber eher herkömmlichen Erzählstrukturen. In Der verbotene Kontinent (1983) ist das zerstörte Europa für afrikanische Expeditionen Abenteuerspielplatz geworden, Ort zum Auffinden von verlorenem Wissen. Später wandte Zauner sich der Fantasy zu.
Georg Zauner ist der Vater des Musikers Stefan Zauner von der Band Münchener Freiheit.

## Bibliographie
- Die Enkel der Raketenbauer. Die Bajuvischen Dokumente: Berichte und Briefe aus dem 3. Jahrtausend. Heyne Science Fiction & Fantasy #3751, 1980, ISBN 3-453-30654-6.
- Der verbotene Kontinent. Heyne Science Fiction & Fantasy #4024, 1983, ISBN 3-453-31025-X.
- Marana oder Die Hochzeit der Elfe. Benziger, 1984, ISBN 3-545-36389-9.
- Die Erinnerungen des Helden Sigfrid. Benziger, 1985, ISBN 3-545-36411-9.

## Filmografie
Alle untenstehenden Filme (Auswahl) sind Kurzfilme.
- 1953: Mechanisierte Gleiserneuerung (Kamera)
- 1953: Fliegende Untertassen (Regie, Kamera, Drehbuch)
- 1954: Fahrt in den Weltraum (Regie, Drehbuch)
- 1956: Tokaido – Bilder einer Reise (Kamera)
- 1956: Energie aus Materie (Regie)
- 1958: Concerto grosso (Regie)
- 1958: Unternehmen: Erdtrabant (Regie)
- 1961/62: Eine Zeitung entsteht (Regie)